# 알렉세이 초이
알렉세이 초이(러시아어: Алексей Владимирович Цой, 1977년 4월 2일~)는 카자흐스탄의 정치인이다. 2020년부터 2021년까지 보건부 장관직을 역임했다.